# 山本心
山本 心（やまもと こころ、2004年5月13日 - ）は広島県出身の女子サッカー選手。静岡SSUボニータ所属。ポジションはフォワード。

## 来歴
中学校でサッカーをプレー。
2019年3月に行われたJFAエリートプログラム女子U-14トレーニングキャンプ のメンバーに選出された。
盈進高等学校に入学後、アンジュヴィオレBINGO、福山ローザスレディースでプレーした。
2023年、静岡産業大学に進学。

### 静岡SSUボニータ
2023年からなでしこリーグ1部に所属する静岡SSUボニータに加入。

## 所属歴
- 2017年 - 2019年 駅前西FC
- 2020年 アンジュヴィオレBINGO
- 2021年 - 2022年 福山ローザスレディース
- 2023年 -  静岡産業大学 / 静岡SSUボニータ

## 個人成績

### クラブ
| 国内大会個人成績 | 国内大会個人成績 | 国内大会個人成績 | 国内大会個人成績 | 国内大会個人成績 | 国内大会個人成績 | 国内大会個人成績 | 国内大会個人成績 | 国内大会個人成績 | 国内大会個人成績 | 国内大会個人成績 | 国内大会個人成績 |
| 年度             | クラブ           | 背番号           | リーグ           | リーグ戦         | リーグ戦         | リーグ杯         | リーグ杯         | オープン杯       | オープン杯       | 期間通算         | 期間通算         |
| 年度             | クラブ           | 背番号           | リーグ           | 出場             | 得点             | 出場             | 得点             | 出場             | 得点             | 出場             | 得点             |
| 日本             | 日本             | 日本             | 日本             | リーグ戦         | リーグ戦         | リーグ杯         | リーグ杯         | 皇后杯           | 皇后杯           | 期間通算         | 期間通算         |
| ---------------- | ---------------- | ---------------- | ---------------- | ---------------- | ---------------- | ---------------- | ---------------- | ---------------- | ---------------- | ---------------- | ---------------- |
| 2023             | 静岡SSUボニータ  | 22               | なでしこ1部      | 17               | 2                | -                | -                | 1                | 0                | 18               | 2                |
| 2024             | 静岡SSUボニータ  | 22               | なでしこ1部      | 17               | 5                | -                | -                | 0                | 0                | 17               | 5                |
| 2025             | 静岡SSUボニータ  | 29               | なでしこ1部      |                  |                  | -                | -                |                  |                  |                  |                  |
| 通算             | 日本             | 日本             | 2部              | 34               | 7                | -                | -                | 1                | 0                | 35               | 7                |
| 通算             | 日本             | 日本             | 2部              | 34               | 7                | -                | -                | 1                | 0                | 35               | 7                |
| 総通算           | 総通算           | 総通算           | 総通算           | 34               | 7                | 0                | 0                | 1                | 0                | 35               | 7                |

- 日本女子サッカーリーグ
  - 初出場 - 2023年3月19日 なでしこリーグ1部 第1節 スフィーダ世田谷FC戦 (駒沢オリンピック公園総合運動場陸上競技場)[6]
  - 初得点 - 2023年3月19日 なでしこリーグ1部 第1節 スフィーダ世田谷FC戦 (駒沢オリンピック公園総合運動場陸上競技場)[6]